# Dooley's
Dooley's är en likör med vodka, grädde och toffeekaramell från Behn Originals i Tyskland. Alkoholhalten är 17 %. Den introducerades år 1999 och har på kort tid blivit mycket populär världen runt. Dooley's finns idag tillgänglig i över 60 länder och har vunnit flera guldmedaljer i olika sprittävlingar.